# 스트리트 패션

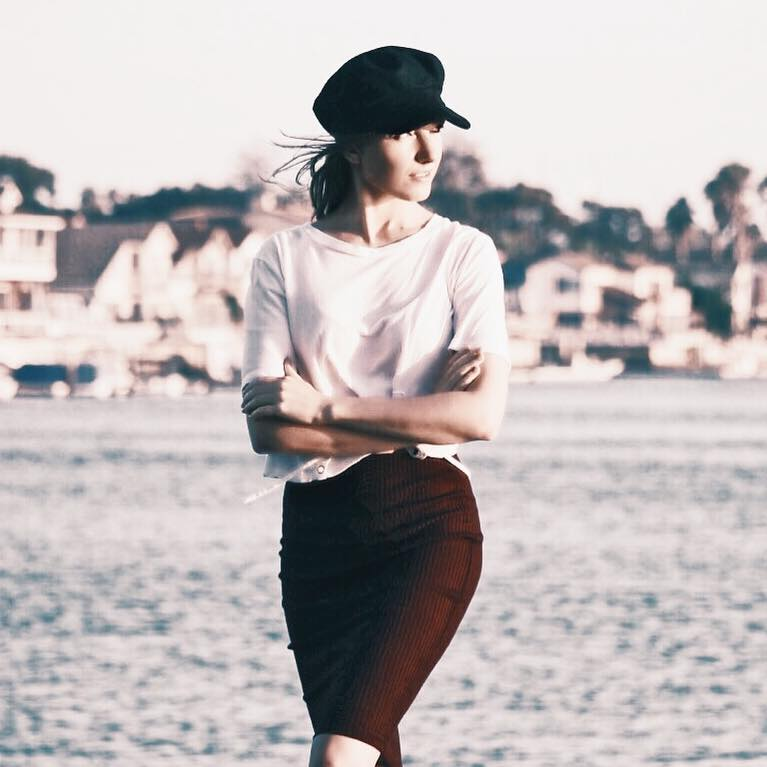
2019년 캘리포니아 로스앤젤레스의 한 모델.

스트리트 패션(Street Fashion)은 트렌드에 맞지만 활동성과 자신만의 개성을 살린 패션을 말한다.
스트리트 스타일은 스튜디오가 아니라 보통 사람들에게서 등장한 것으로 간주되는 패션이다. 스트리트 패션은 일반적으로 청소년 문화와 관련이 있으며 주요 도심에서 가장 자주 볼 수 있다. 뉴욕타임스 및 엘레(Elle)와 같은 잡지와 신문에는 일반적으로 도시적이고 세련된 옷을 입은 개인의 솔직한 사진이 실린다. 일본 스트리트 패션은 주어진 시간에 여러 동시다발적인 매우 다양한 패션 움직임을 유지한다. 주류 패션은 종종 스트리트 패션 트렌드를 영향력으로 활용한다. 대부분의 주요 청소년 하위 문화에는 관련 스트리트 패션이 있다. 스트리트 스타일은 전 세계적으로 상이하다.

## 같이 보기
- 반문화
- 문화적 전유
- 하위문화